# 溧阳市
溧阳市 ，通称溧阳，简称溧，是中华人民共和国江苏省下辖县级市，由常州市代管。溧阳位于江苏省西南部、 长江三角洲西缘，北倚茅山山脉，南与安徽省接壤，东南邻近浙江省。全市辖3个街道、9个镇，总面积1535平方公里。市人民政府驻溧城街道南环路18号。
溧阳地处宁杭交通走廊上，宁杭高速铁路、宁杭高速公路、104国道、芜申运河等穿境而过，是宁杭经济带重要节点城市及南京都市圈成员城市。溧阳生态环境良好，旅游业发达，拥有2处国家湿地公园、1处国家森林公园，国家级天目湖旅游度假区有天目湖山水园、南山竹海等知名旅游景点，蜿蜒於山水之间的全域旅游风景路“溧阳1号公路”串连着全境各类自然人文景点。

## 历史

### 先秦时期
商朝晚期，泰伯奔荆蛮（今苏南地区），自号句吴，溧阳境始属吴国。至春秋时期诸侯争雄，为抵御楚国的压制 ，周景王四年（前541年）吴国筑固城设濑渚邑（位于今南京市高淳区固城街道固城遗址内偏西部分）。楚灵王三年（前538年）楚国征伐吴国，攻占濑渚邑，吴国迁城至陵平山下，改称陵平邑（今溧阳市南渡镇古城村）。楚灵王十二年（前529年）楚国继续东征，攻占陵平邑并改称平陵邑。周敬王十四年（前506年），吴将伍子胥反攻楚国，火烧固城，平陵邑复属吴。周元王三年（前473年）越王勾践灭吴，楚威王七年（前333年）楚破越，溧阳境先后属越、楚。前223年秦灭楚国，前222年置会稽郡（郡治吴县），溧阳境属秦国会稽郡。

### 秦至隋时期
秦始皇二十六年（前221年）统一中国后，以平陵邑辖地置溧阳县（另一说西汉始置溧阳县），县治在固城，属鄣郡（约前210年由会稽郡分置，郡治鄣县，汉武帝元狩二年即前121年更名丹杨郡，又作丹阳郡，郡治宛陵县即今宣城市，隶属于扬州），辖今溧阳、高淳与溧水东南部区域，今溧阳市辖境属秦溧阳县东部地区。西汉建昭元年至元寿二年（前38年至前1年），改置溧阳侯国，治在今溧阳市南渡镇北旧县村。东汉建武六年（30年）迁治固城（位于今高淳固城遗址）。三国初期黄武元年（222年）孫吳立国，废溧阳县辟为溧阳屯田，设屯田都尉，仍治固城，分溧阳东境（今溧阳市境内）改置永平县，县治在今溧阳市古县街道古县遗址，仍属丹杨郡（221年迁郡治建业县石头城即今南京市区。223年孙吴置扬州，州治同为石头城，丹杨郡属之）。西晋初（太康元年即280年）取消屯田制度，溧阳屯田改为溧阳县，县治仍在固城，并改永平县为永世县。永兴元年（304年）分永世县西境置平陵县，县治在今溧阳市南渡镇古城村，二县划入新置的义兴郡（郡治阳羡县，属扬州），不久（一说永嘉元年即307年）永世平陵复属丹杨郡（318年起因东晋定都建康，升为丹杨尹）。咸和八年（333年）溧阳县治迁往旧县。南北朝宋元嘉九年（432年）废平陵县，其地分入永世溧阳，均属丹阳尹。
隋开皇九年（589年）隋灭陈统一全国，改州罢郡并县，废永世县并入溧阳县，直属蒋州（由扬州更名）。开皇十一年（591年），析溧阳县之西北境、丹杨县故地东部新置溧水县，仍属蒋州，县治开化城（今高淳区固城遗址以东），随后北迁今溧水城区。次年复置永世县，县治仍旧，永世溧阳俱改属宣州（州治宛陵，607年改称宣城郡）。开皇十八年（598年）溧阳县并入溧水县，仍属蒋州（607年改称丹阳郡）。

### 唐以后
唐武德三年（620年）再废永世县，合溧水县东境置溧阳县（今溧阳市的前身，与现辖境大致相当），县治在旧溧阳城（位于南渡镇旧县村），属江南道扬州（州治江宁县，624年改称蒋州，次年复称扬州）。武德九年（626年）废扬州，溧阳改属宣州，上元元年（760年）改属昇州，次年废昇州，溧阳复属宣州。光启三年（887年）复属昇州（920年改称金陵府，南唐937年改称江宁府，北宋975年复称昇州，1018年复称江宁府，南宋1129年改称建康府）。
唐天复三年（903年）杨吴政权迁溧阳县治至新溧阳城（今溧阳市区护城河以内，属溧城街道），此后一直作为溧阳的行政中心，延续至今已有1100多年。
元至元十四年（1277年）升为溧州，属江东道宣慰司，次年升为溧阳府。1279年升为溧阳路，下辖溧阳县和溧阳在城录事司。至元二十八年（1291年）撤销溧阳路，仍为溧阳县，改属建康路（1329年改称集庆路，1356年明军攻占后改称应天府）。元贞二年（1296年）改为溧阳州。明洪武二年（1369年）废州复县，仍隸應天府。清雍正八年（1730年）改隸江蘇省鎮江府。
中华民国元年（1912年），南京临时政府撤道，裁府、厅、州，溧阳县直属江苏省，北洋政府时期增设道制，属江苏省金陵道（1914至1927年），1932年属江苏省第二行政督察区（简称第二区，专署驻武进县），1933年改属江苏省溧阳行政督察区（简称溧阳区，专署驻溧阳县，1936年改称第一区，1939年改属江苏省江南行署，1945年复直属江苏省，1948年移驻丹阳县）。
1949年4月25日，中国人民解放军占领溧阳，5月7日成立县人民政府，属苏南行政区武进行政分区，11月改武进分区为常州专区。1953年元旦江苏省成立，常州专区被撤销，溧阳县改属镇江专区（1958年专署迁驻常州市，改称常州专区，1959年专署驻地迁回镇江市，复名镇江专区，1970年改称镇江地区）。1983年江苏省撤销地区，实行市管县体制，溧阳县改属常州市。1990年撤县设县级溧阳市。

## 地理
溧阳市位于北纬31°09′—31°41′，东经119°08′－119°36′，地处江苏省西南部，向南与安徽省接壤，东南亦邻近浙江省。溧阳东临宜兴市，西接南京市溧水区和高淳区，北连句容市和常州市金坛区，南望安徽省广德市和郎溪县，南北长59.06公里，东西宽45.14公里，全市总面积约1535平方公里。

### 地貌
溧阳境内地形南北高、中部低，属半丘陵半平原圩区地貌，有“三山一水六分田”之称。
溧阳南部低山丘陵为天目山山脉延伸，山峦众多，地势高，山势较陡峭，位于苏皖省界上的锅底山海拔541米，是常州市境内最高峰，其余主要山峰有石门尖、铜官岭、青峰山、伍员山等。
西北低山丘陵属茅山支脉，丘陵地区岗峦起伏连绵，句容、金坛、溧阳三地交界处的丫髻山海拔410米，是茅山山脉最高峰，其余主要山峰有瓦屋山、青龙山等。
中部腹地平原圩区属太湖平原，自西南向东地势平坦，平均海拔3米，河港纵横交错，湖荡分布其间，市境东北部的长荡湖地跨金坛、溧阳两地，为太湖流域第三大湖泊。

### 气候
溧阳地处长江三角洲地区，属北亚热带湿润季风型气候，温和湿润，四季分明，雨量丰沛，日照充足，夏冬季历时长，冬冷夏热；春秋季历时短，春温多变，秋高气爽。1991至2020年间年平均气温16.6℃，降雨129.5天，降水1198.8毫米，日照1824.4小时。
| 溧阳市气象数据（自1991年统计至2020年） | 溧阳市气象数据（自1991年统计至2020年） | 溧阳市气象数据（自1991年统计至2020年） | 溧阳市气象数据（自1991年统计至2020年） | 溧阳市气象数据（自1991年统计至2020年） | 溧阳市气象数据（自1991年统计至2020年） | 溧阳市气象数据（自1991年统计至2020年） | 溧阳市气象数据（自1991年统计至2020年） | 溧阳市气象数据（自1991年统计至2020年） | 溧阳市气象数据（自1991年统计至2020年） | 溧阳市气象数据（自1991年统计至2020年） | 溧阳市气象数据（自1991年统计至2020年） | 溧阳市气象数据（自1991年统计至2020年） | 溧阳市气象数据（自1991年统计至2020年） |
| 月份                                   | 1月                                    | 2月                                    | 3月                                    | 4月                                    | 5月                                    | 6月                                    | 7月                                    | 8月                                    | 9月                                    | 10月                                   | 11月                                   | 12月                                   | 全年                                   |
| -------------------------------------- | -------------------------------------- | -------------------------------------- | -------------------------------------- | -------------------------------------- | -------------------------------------- | -------------------------------------- | -------------------------------------- | -------------------------------------- | -------------------------------------- | -------------------------------------- | -------------------------------------- | -------------------------------------- | -------------------------------------- |
| 平均高温 °C（°F）                      | 7.5 (45.5)                             | 10.1 (50.2)                            | 14.9 (58.8)                            | 21.2 (70.2)                            | 26.5 (79.7)                            | 29.1 (84.4)                            | 32.9 (91.2)                            | 32.3 (90.1)                            | 28.0 (82.4)                            | 22.8 (73.0)                            | 16.8 (62.2)                            | 10.2 (50.4)                            | 21.0 (69.8)                            |
| 日均气温 °C（°F）                      | 3.6 (38.5)                             | 5.8 (42.4)                             | 10.1 (50.2)                            | 16.1 (61.0)                            | 21.5 (70.7)                            | 25.0 (77.0)                            | 28.8 (83.8)                            | 28.2 (82.8)                            | 23.8 (74.8)                            | 18.1 (64.6)                            | 12.0 (53.6)                            | 5.8 (42.4)                             | 16.6 (61.9)                            |
| 平均低温 °C（°F）                      | 0.6 (33.1)                             | 2.4 (36.3)                             | 6.4 (43.5)                             | 11.8 (53.2)                            | 17.3 (63.1)                            | 21.6 (70.9)                            | 25.4 (77.7)                            | 25.1 (77.2)                            | 20.6 (69.1)                            | 14.4 (57.9)                            | 8.3 (46.9)                             | 2.4 (36.3)                             | 13.0 (55.4)                            |
| 平均降水量 mm（）                      | 70.0 (2.76)                            | 66.8 (2.63)                            | 93.5 (3.68)                            | 91.5 (3.60)                            | 105.5 (4.15)                           | 193.6 (7.62)                           | 192.4 (7.57)                           | 134.3 (5.29)                           | 91.5 (3.60)                            | 58.2 (2.29)                            | 57.5 (2.26)                            | 44.0 (1.73)                            | 1,198.8 (47.18)                        |
| 平均降水天数                           | 11.0                                   | 10.6                                   | 11.9                                   | 11.4                                   | 11.7                                   | 13.0                                   | 12.4                                   | 12.5                                   | 9.1                                    | 8.3                                    | 9.5                                    | 8.1                                    | 129.5                                  |
| 月均日照時數                           | 115.2                                  | 114.5                                  | 139.0                                  | 164.7                                  | 177.9                                  | 140.4                                  | 194.9                                  | 191.1                                  | 159.7                                  | 161.3                                  | 135.8                                  | 129.9                                  | 1,824.4                                |
| 来源：暂缺                             |                                        |                                        |                                        |                                        |                                        |                                        |                                        |                                        |                                        |                                        |                                        |                                        |                                        |

### 水系
溧阳位于太湖上游的湖西水网区，全境属太湖流域。以界岭山地、茅山余脉为界，南部、西部与水阳江流域为邻，西北与秦淮河流域为邻。西南部有春秋时期开凿的人工运河胥河沟通水阳江和太湖两大流域。全市大部分地区属南河－南溪河水系，北部局部地区属洮滆水系。
境内主要河流有南河、中河、北河、丹金溧漕河、溧戴河、赵村河、竹箦河等。
南河旧称胥溪河，西由胥河引入长江及其支流水阳江客水，汇集西南部低山丘陵和南部山区的来水，向东出市境经下游的南溪河注入太湖，古为中江水道的一部分。中河作为南河的汊河，主要汇集西北丘陵地区来水、以及部分南河入水，向东出境经北溪河注入太湖。两河东西贯穿溧阳腹地，沿途有升平、三塔、南渡、前马、沙涨等滩荡。古时水量充沛，境内有湖荡近百万亩。明朝为治理太湖水患，在高淳东部胥河上修筑东坝、下坝，截断长江来水，境内湖荡渐淤，逐步被围垦耕作，分化成独立的湖荡，民国初年有湖荡约10万亩，至1949年已减为4万亩。1991年拆坝设闸后，胥河恢复通航，南河成为芜申运河的一部分。
南部丘陵有沙河、大溪2座大型水库，分别位于南河支流溧戴河、大溪河流域。

### 自然灾害
溧阳境内干旱洪涝灾害发生频率较高。干旱多发于丘陵地区，且具有明显的季节性变化，洪灾各地形均有发生，涝灾仅见于圩区。
受地质构造影响，溧阳境内有4组断裂，其中茅山东侧活动断裂造成古代和近现代多次地震活动。古代有史料记载的境内地震有7次。历史上於1679年、1839年、1974年、1979年发生过4次里氏5级以上破坏性地震。

## 行政区划
溧阳现辖3个街道、9个镇，分别为：昆仑街道、溧城街道、古县街道、埭头镇、上黄镇、戴埠镇、天目湖镇、别桥镇、上兴镇、竹箦镇、南渡镇、社渚镇。
类似乡级单位有：常州监狱、溧阳监狱。
此外，溧阳市还设立以下省级经济管理区：溧阳高新技术产业开发区（由溧阳市代管，并代管昆仑街道）、溧阳经济开发区（与上兴镇区政合一）、天目湖旅游度假区（与天目湖镇区政合一）。
| 溧阳市行政区划图                                                                                                   | 溧阳市行政区划图 | 溧阳市行政区划图 | 溧阳市行政区划图  | 溧阳市行政区划图        | 溧阳市行政区划图 | 溧阳市行政区划图 | 溧阳市行政区划图 | 溧阳市行政区划图 |
| --- | ---------------- | ---------------- | ----------------- | ----------------------- | ---------------- | ---------------- | ---------------- | ---------------- |
| ① 溧城镇 ② 上黄镇 戴埠镇 天目湖镇 别桥镇 上兴镇 竹箦镇 南渡镇 社渚镇 ③ ④ ①.昆仑街道 ②.埭头镇 ③.常州监狱 ④.溧阳监狱 |                  |                  |                   |                         |                  |                  |                  |                  |
| 区划代码 | 区划名称         | 汉语拼音         | 面积 （平方公里） | 常住人口 （2020年普查） | 政府驻地         | 邮政编码         | 村级行政区划     | 村级行政区划     |
| 区划代码 | 区划名称         | 汉语拼音         | 面积 （平方公里） | 常住人口 （2020年普查） | 政府驻地         | 邮政编码         | 社区             | 行政村           |
| 320481000 | 溧阳市           |                  | 1,534.53          | 78.51                   | 文化新村社区     | 213300           | 55               | 173              |
| 320481001 | 昆仑街道         |                  | 118.08            | 8.86                    | 濑江新村社区     | 213399           | 8                | 21               |
| 320481002 | 溧城街道         |                  | 51.52             | 26.23                   | 庄家社区         | 213399           | 38               | 9                |
| 320481003 | 古县街道         |                  | 61.65             | 5.06                    | 茶亭村           | 213399           | 2                | 8                |
| 320481101 | 埭头镇           |                  | 42.00             | 2.31                    | 埭头集镇社区     | 213311           | 1                | 7                |
| 320481102 | 上黄镇           |                  | 47.6              | 2.02                    | 上黄村           | 213314           | 0                | 8                |
| 320481103 | 戴埠镇           |                  | 153.67            | 3.85                    | 高桥村           | 213331           | 1                | 15               |
| 320481106 | 天目湖镇         |                  | 210.63            | 4.03                    | 东陵社区         | 213333           | 1                | 12               |
| 320481107 | 别桥镇           |                  | 120.84            | 4.62                    | 合星村           | 213321           | 0                | 17               |
| 320481109 | 上兴镇           |                  | 245.60            | 6.13                    | 老河村           | 213363           | 1                | 23               |
| 320481111 | 竹箦镇           |                  | 163.96            | 4.60                    | 竹箦村           | 213351           | 0                | 15               |
| 320481114 | 南渡镇           |                  | 113.25            | 4.84                    | 联盟社区         | 213371           | 1                | 16               |
| 320481116 | 社渚镇           |                  | 207.07            | 5.96                    | 社渚社区         | 213341           | 2                | 22               |

### 行政区划沿革
1949年5月7日，溧阳县人民政府成立，设南渡、上沛、別橋、竹簀、戴埠、社渚、城區7个区，下设22乡镇。当年9月，又析设城東、城南、湯橋3个区，22乡镇拆分为81乡镇。至1950年，全县设10个区，下设96个乡、2个镇（南渡鎮、戴埠鎮）。
1956年至1957年，逐步撤并乡镇，并撤销县辖区级建制。至1957年，全县设2个镇、20个乡，分别为：溧城镇、戴埠镇、城南乡、马垫乡、杨庄乡、埭头乡、上黄乡、横涧乡、山丫乡、茶亭乡、别桥乡、前马乡、上兴乡、上沛乡、汤桥乡、竹箦乡、后周乡、南渡乡、新昌乡、社渚乡、周城乡、河口乡。
1958年，除溧城镇外的21个乡镇均改为人民公社（简称公社），同年，因修建沙河水库（今称天目湖）淹没山丫桥村，山丫公社迁驻平桥，改称平桥公社。
1960年周城公社并入社渚公社。
1961年新设仙人山（1965年改称城西、1981年改称清安）、泓口、𠙶麓（1979年后简写为后六）、戴北、沙河、湖边、古渎、绸缪、余桥、东王（1965年改称永和）、陆笪、庆丰、旧县、蒋店、强埠、殷桥、河心、大溪、周城等19个公社及南渡镇。
1965年戴埠公社析设戴埠镇，其余部分划入横涧和龙潭林场的共4个生产大队改称戴南公社。
1970年南渡镇重新并入南渡公社。
1971年戴埠镇、戴北、戴南合并为戴埠公社，至1975年复分为一镇二社。
1983年，人民公社制改为乡镇建制，南渡公社建镇，戴南公社并入戴埠镇，其余各人民公社均改为乡，全县2个镇39个公社调整为3个镇、37个乡。:74
1985年7月，社渚、竹箦、上兴、别桥撤乡建镇。:51至此，溧阳县设7个镇、33个乡，分属6个区党工委（最初于1961年成立，非正式行政区划层级，1986年撤销）。分别是：
| 溧城区 | 溧城镇、城南乡、清安乡、马垫乡、杨庄乡、泓口乡、埭头乡、上黄乡、后六乡 |
| 戴埠区 | 戴埠镇、戴北乡、横涧乡、平桥乡、茶亭乡、沙河乡                         |
| 别桥区 | 别桥镇、湖边乡、古渎乡、绸缪乡、前马乡、余桥乡                         |
| 上兴区 | 上兴镇、上沛乡、汤桥乡、永和乡、竹箦镇、陆笪乡、后周乡                 |
| 南渡区 | 南渡镇、庆丰乡、旧县乡、新昌乡、蒋店乡、强埠乡                         |
| 社渚区 | 社渚镇、周城乡、殷桥乡、河口乡、河心乡、大溪乡                         |

1988年5月，上黄、周城、上沛撤乡建镇。:54
1990年8月5日，经国务院批准，溧阳县撤县设市（县级）。同年12月8日，溧阳市正式成立。
1991年1月，强埠撤乡建镇。
1992年8月底，撤销戴北乡、庆丰乡、陆笪乡、湖边乡，原区域分别并入戴埠镇、南渡镇、竹箦镇、别桥镇。
1993年12月，沙河、后周、新昌撤乡建镇，沙河建镇后称天目湖镇。
1995年4月底和1996年8月，平桥、茶亭先后撤乡建镇。
1999年12月底至次年1月，溧阳进行建市后首次大幅撤并乡镇，所辖16个镇、20个乡合并为18个镇。具体变更如下：
| 变更前                                         | 变更后   |
| ---------------------------------------------- | -------- |
| 溧城镇、城南乡、清安乡、马垫乡、杨庄乡、泓口乡 | 溧城镇   |
| 埭头乡、后六乡                                 | 埭头镇   |
| 上黄镇                                         |          |
| 戴埠镇                                         |          |
| 横涧乡                                         | 横涧镇   |
| 平桥镇                                         |          |
| 天目湖镇、茶亭镇                               | 天目湖镇 |
| 别桥镇                                         |          |
| 绸缪乡、古渎乡                                 | 绸缪镇   |
| 上兴镇、永和乡                                 | 上兴镇   |
| 上沛镇、汤桥乡                                 | 上沛镇   |
| 竹箦镇                                         |          |
| 后周镇                                         |          |
| 前马乡、余桥乡                                 | 前马镇   |
| 南渡镇、强埠镇、旧县乡、大溪乡                 | 南渡镇   |
| 新昌镇、蒋店乡                                 | 新昌镇   |
| 社渚镇、殷桥乡、河口乡、河心乡                 | 社渚镇   |
| 周城镇                                         |          |

2001年各镇所辖566个行政村合并为291个行政村，设49个社区。
2004年9月底，撤销平桥镇并入天目湖镇。
2007年3月至7月，溧阳市进行第二次大幅撤并乡镇，所辖17个镇调整为10个镇。具体变更如下：
| 变更前                                                                                          | 变更后   |
| ----------------------------------------------------------------------------------------------- | -------- |
| 溧城镇、新昌镇（东半部9个村，含原蒋店乡主要辖地）                                               | 溧城镇   |
| 埭头镇                                                                                          |          |
| 上黄镇                                                                                          |          |
| 戴埠镇、横涧镇                                                                                  | 戴埠镇   |
| 天目湖镇、大溪水库周边地区（新昌镇南部2个村、 周城镇东部1个村和2个自然村、南渡镇东南2个自然村） | 天目湖镇 |
| 别桥镇、绸缪镇、后周镇                                                                          | 别桥镇   |
| 上兴镇、上沛镇                                                                                  | 上兴镇   |
| 竹箦镇、前马镇                                                                                  | 竹箦镇   |
| 南渡镇（除2个自然村）、新昌镇（西半部4个村）                                                    | 南渡镇   |
| 社渚镇、周城镇（除东部1个村和2个自然村）                                                        | 社渚镇   |
| 注：此处“村”指行政村，“自然村”指2001年撤并前的行政村。                                          |          |

2009年各镇所辖288个行政村合并为175个行政村。
2015年11月，以原溧城镇西北部区域析设昆仑街道。
2020年7月，撤销溧城镇，设立溧城街道、古县街道，并扩大昆仑街道行政区域。

## 现任领导
| 机构     | · 中国共产党 · 溧阳市委员会 · 书记 | 溧阳市人民代表大会 常务委员会 主任 | 溧阳市人民政府 市长 | · 中国人民政治协商会议 · 溧阳市委员会 · 主席 |
| -------- | ---------------------------------- | ---------------------------------- | ------------------- | -------------------------------------------- |
| 姓名     | 叶明华                             | 邵钦华                             | 周永强              | 周卫中                                       |
| 民族     | 汉族                               | 汉族                               | 汉族                | 汉族                                         |
| 籍贯     | 江苏省苏州市                       | 江苏省溧阳市                       | 江苏省常州市        | 江苏省溧阳市                                 |
| 出生日期 | 1972年5月（53歲）                  | 1966年10月（58歲）                 | 1973年12月（51歲）  | 1966年4月（59歲）                            |
| 就任日期 | 2022年4月30日                      | 2022年1月17日                      | 2022年5月10日（代） | 2022年1月6日                                 |

## 交通
溧阳境内河网交错，近代以前交通运输以舟楫为主。二十世纪初轮船运输兴起，溧阳逐步开通至周边县乡及常州、无锡、苏州、上海等城市的轮船航线。民国南京十年期间，溧阳境内先后修筑了宁杭公路（时称京杭国道，现改为104国道）和溧金公路（现改为233国道），人力畜力运输逐渐开始被机动车替代。二十世纪五十年代以后，县乡公路得到快速发展。2003年，溧阳境内的首条高速公路——宁杭高速溧水骆家边至溧阳上兴段通车，此后扬溧高速、常溧高速、溧芜高速、溧宁高速相继通车，境内形成＊形高速公路网。2013年宁杭高速铁路通车，溧阳融入全国高铁网，直通全国21个省市的各大城市。

### 公路

#### 干线公路
- 长深高速，又称宁杭高速公路，上兴互通及以西于2003年9月通车，上兴互通以东于2004年9月通车。
- 扬溧高速，2007年9月通车。
- 溧宁高速，南渡南枢纽及以北於2022年1月通车，南渡南枢纽以南於2022年11月通车。
- 溧阳支线，又称常溧高速公路，2015年9月通车。
- 溧芜高速，2020年9月通车。
- 104国道，北京至平潭公路。
- 233国道，克什克腾至黄山。原属241省道，2017年升级为国道。
- 635国道，吴江至芜湖公路，规划线路。现属360省道宜兴至高淳公路，规划升级为国道。
- 239省道，孟河至社渚公路。
- 241省道，扬州至溧阳公路，规划线路。原属S241大港至广德公路，2017年升级为233国道，规划待233国道改线后恢复省道编号。
- 265省道，镇江至溧阳公路，规划线路。溧阳城区段利用中关村大道，其余路段待建。
- 284省道，江宁至溧阳公路，规划线路。原规划S456溧芜高速上沛互通连接线，全线未开工。
- 341省道，惠山至博望公路。原称宜兴至溧水公路，233国道以西段通车，233国道以东段在建。
- 367省道，宜兴至高淳公路，规划线路。溧阳城区段利用城北大道，其余路段待建。

#### 县级公路
- 埭戴一环线，埭头（宜兴界)－戴埠（X104)，包括溧竹线、水西线、迎宾大道等，埭头－X101、G104－S239等段待建。
- 黄横二环线，上黄（S239）－横涧（南山竹海），包括上上线、老明线、社上线、社徐线、平横线、竹海大道，上黄－G233段待建。
- 溧绸线，溧阳（S239）－别桥（金坛界），包括溧竹线、绸缪线，阴山－金坛界待建。
- 溧杨线，溧阳（X104）－杨巷（宜兴界），全通。
- 溧芳线，溧阳（X104）－八字桥村，全通。
- 溧横线，溧阳（G233）－横涧（广德界），包括城东大道、竹海大道、戴横线，全通。
- 溧天线，茶亭（G233）－西渚（宜兴界），包括天目路、小白线，全通。
- 新天环湖线，新昌（G104）－麻园（郎溪界），包括新溪路、大溪环湖路、东园线。
- 南上线，南渡（S239）－上沛（溧水界），包括宁新路、溧强线、沙上线。
- 新竹线，宋巷（X002）－竹箦煤矿（金坛界），包括溧竹线、竹煤线，全通。
- 长山路，溧阳（G104）－天目湖（S360），全通。
- 竹瓦线，溧阳（S239）－瓦屋山（句容界），又称瓦屋山旅游大道，全通。
- 前社线，前马（X002）－黄金山（金坛界），前马－后周段待建。
- 竹上线，上兴洋河（G104)－黄金山（金坛界），包括瓦屋山线、环湖北路等，全通。
- 南桠线，南渡石街头（G104）－桠溪（高淳界），包括永安路、新湖路、增福路、强桠线。
- 社定线，社渚（X001）－河定桥（高淳界），又称河心线，全通。
- 社梅线，社渚（S360）－梅渚（郎溪界），全通。
- 横华线，杨村（G233）－太华（宜兴界），包括杨黄线、太华线，全通。
- 周社线，周城（X001）－河口（高淳界）。
- 玕柚线，上黄玕西（S239）－柚山（金坛界），包括曙猿路。

### 铁路
- 宁杭客运专线，2013年7月1日正式通车，溧阳市境内设有溧阳站和瓦屋山站。

### 内河航运
- 芜申运河，溧阳港
- 锡溧漕河
- 丹金溧漕河

### 航空
溧阳境内有2021年建成开航的通用航空机场溧阳长荡湖机场。周边主要民航机场有南京禄口国际机场、常州奔牛国际机场、苏南硕放国际机场等，其中南京禄口机场在溧阳设有城市候机楼，并开行机场巴士直达溧阳城区及上兴镇。

### 公共交通
溧阳市内公共交通现由城乡公交和镇村公交两级公交网络构成，均由溧阳市客运有限公司运营。
1940－1990年代，伴随着境内公路网的建设，溧阳农村客运班线实现了从零到乡乡通的转变。1992年，6条农村公交线路在城区首设公交站点，1995年首次开通4条城区公交线，此后至2008年共开通11条城市公交线路。2001年起，农村公交划归溧阳市公路运输有限公司经营。2008年底，竹箦、社渚两镇首次开通8条镇村公交线路。经3年快速发展，镇村公交基本覆盖全市所有农村行政村，城市、市镇、镇村三级公交网路全面成型。2019年底全市共有42条城市公交线路、13条市镇公交线路、95条镇村公交线路。2021年溧阳实施城乡公交一体化，市镇公交由民营公路运输公司划归国有客运公司，与城市公交合并线路，统一定价、服务。截至2021年7月，全市共开通58条城乡公交线路、99条镇村公交线路（合计含3条旅游专线）。
1995年94辆昌河牌微型车投入城区出租车运营，溧阳出租汽车行业由此而始。2004年起经兼并形成市客运公司、市装卸储运公司吉达分公司两家经营的格局，同年全市231辆各型出租车全部更换为桑塔纳小客车，2011年全市335辆出租车完成加装天然气改造，2020年至2022年全市359辆出租汽车由桑塔纳畅达全部更换为荣威电动汽车。
溧阳城市公交卡首次发行於2013年，刷卡范围最初覆盖全市24条城市公交线路，并与常州公交（次年还包括金坛城市公交）互联互通。2015年起溧阳城市公交支持“江苏交通一卡通”及其他省份交通联合公交卡刷卡支付，同年“溧阳行”智慧交通手机软件上线，通过该软件可查询城市公交车实时定位。2017年公交卡刷卡范围扩至溧阳镇村公交线路。2018年至2019年，城市镇村公交、市镇公交先后支持手机扫码支付。2021年随着城乡公交一体化完成，全市所有公交车均实现公交卡刷卡支付、手机扫码支付、实时定位查询功能。

## 经济
农业发达，主产水稻、小麦等粮食作物，还盛产茶叶和板栗。工业以机械、冶金、建材、纺织轻工产业为主，并形成智能电网、汽车及零部件、农牧与饲料机械、动力电池等新兴特色产业，有金峰水泥、上上电缆、申特钢铁、国强镀锌、华鹏变压器等一批知名本土民营企业。多次名列全国综合实力百强县。

## 社会

### 人口
溧阳有汉、满、朝鲜、壮、蒙古等12个民族。2024年末，溧阳市户籍人口77.35万人，总户数26.96万户，人口自然增长率-3.204‰。男女性别比为99.87。溧阳市常住人口80.69万人，其中城镇人口53.72万人，城镇化率66.58%；暂住人口14.19万人。
2023年末，溧阳市城区常住人口27.92万人，城区暂住人口0.64万人。:186

### 語言
溧阳话是溧阳地区的通行方言，属吴语太湖片毗陵小片。溧阳地处吴方言太湖片区的边缘，与江淮官话区和宣州吴语区相邻。古代各时期有北方人陆续南迁留居溧阳，近代有河南信阳、苏北扬泰地区、浙江温州等地移民聚居溧阳部分丘陵、滩荡地区，使得溧阳话在不同地区有稍许变化。一些规模较大的移民群体（约占全市人口的18%）至今仍保留原籍方言，并形成了方言岛。

### 教育
2024年，溧阳市共有各类学校163所，学生数98540人（含幼儿），专任教师7738人（含编外）。高中7所（含民办1所），在校学生11785人；初中29所，在校学生20751人；小学45所，在校学生44849人；特殊教育学校1所，在校学生192人；中专2所，在校学生4631人；幼儿园79所，其中民办22所，在园幼儿16065人。另有青少年活动中心1所。

### 宗教
溧阳市有批准登记的宗教活动场所场所36处。佛教禅寺主要有：瓦屋山宝藏禅寺、天目湖报恩禅寺。市区以及部分乡镇设有基督教堂。

### 医疗卫生
2024年，溧阳市有各级各类医疗机构343家，其中市级三级医院2家，乡镇卫生院17家，村卫生室（含社区卫生服务站）167家，民营医院11家，福利中心医务室13家，其他社会办医疗机构133家（含口腔、医美，中医、内外科、眼科门诊部诊所）。卫健从业人员6931人，其中卫技人员6093人，每千常住人口执业（助理）医师数3.32人，每万常住人口全科医生数7.75人，每千人常住人口医疗卫生机构床位数6.17张。
主要医院有：
- 江苏省人民医院溧阳分院（溧阳市人民医院）
- 江苏省中医院溧阳分院（溧阳市中医医院）（古县院区、西后街院区）
- 溧阳市人民医院燕山分院（溧阳市妇幼保健院）
- 溧阳市高新区医院（筹建中）

### 特产
天目湖砂锅鱼头、溧阳白茶、溧阳白芹、板栗、天目湖风鹅

## 旅游
溧阳拥有国家5A级旅游景区和4A级旅游景区各1处。2013年，江苏省天目湖旅游度假区、溧阳市天目湖南山竹海景区和天目湖御水温泉景区3个原国家4A级景区合并升级为国家5A级天目湖景区；2015年底，新四军江南指挥部纪念馆获评国家4A级景区。此外溧阳还有史侯祠、高静园、凤凰公园、沧屿园、燕山公园、瓦屋山休闲旅游区、曹山慢城、平桥石坝等旅游景点。

## 文化
溧阳市现有国家级非物质文化遗产代表性项目1个，省级非物质文化遗产代表性项目16个。
| 级别   | 类别                 | 项目名称                             | 入选批次                     |
| ------ | -------------------- | ------------------------------------ | ---------------------------- |
| 省级   | 民间文学             | 焦尾琴传说                           | 江苏省第三批                 |
| 省级   | 民间文学             | 孟郊与游子吟的故事                   | 江苏省第四批                 |
| 省级   | 传统音乐             | 泓口丝弦                             | 江苏省第二批                 |
| 省级   | 传统音乐             | 戴埠太平锣鼓                         | 江苏省第二批                 |
| 省级   | 传统音乐             | 洋渚圣旨锣鼓                         | 江苏省第四批扩展             |
| 省级   | 传统舞蹈             | 跳幡神                               | 江苏省第一批                 |
| 国家级 | 传统舞蹈             | 蒋塘马灯舞                           | 江苏省第二批扩展、国家第三批 |
| 省级   | 传统舞蹈             | 冻煞窠                               | 江苏省第四批                 |
| 省级   | 传统舞蹈             | 竹马（上宅里将军马灯）               | 江苏省第五批扩展             |
| 省级   | 传统技艺             | 溧阳扎肝制作技艺                     | 江苏省第五批                 |
| 省级   | 传统技艺             | 天目湖砂锅鱼头制作技艺               | 江苏省第五批                 |
| 省级   | 传统技艺             | 古县乌米饭制作技艺                   | 江苏省第五批                 |
| 省级   | 传统技艺             | 传统砖瓦制作技艺（溧阳明式砖作技艺） | 江苏省第五批扩展             |
| 省级   | 传统技艺             | 酿造酒酿造技艺（溧阳乌饭酒酿造技艺） | 江苏省第五批扩展             |
| 省级   | 传统技艺             | 绿茶制作技艺（天目湖白茶制作技艺）   | 江苏省第五批扩展             |
| 省级   | 传统体育、游艺与杂技 | 史式八卦掌                           | 江苏省第四批                 |
| 省级   | 民俗                 | 祠山庙会                             | 江苏省第三批                 |

此外，溧阳还有跳五猖、跳祠山、祠山祭鼓、史贞女传说、伍员山神佑伍子胥的传说、水母山狮鼓、竹箦青狮、上宅里将军马灯、天目湖砂锅鱼头制作技艺、溧阳白芹壅制技艺、溧阳扎肝制作技艺、江南古建筑营造技艺等市级非物质文化遗产。
| 类别                       | 文保单位                   | 时代        | 地址           | 收录批次                 |
| -------------------------- | -------------------------- | ----------- | -------------- | ------------------------ |
| 古遗址                     | 中华曙猿化石地点           | 旧石器时代  | 上黄镇水母山村 | 江苏省第六批、全国第七批 |
| 古遗址                     | 神墩遗址                   | 新石器时代  | 社渚镇孔村     | 江苏省第七批             |
| 古遗址                     | 秦堂山遗址                 | 新石器时代  | 上兴镇东塘村   | 江苏省第七批             |
| 古遗址                     | 牛场窑群                   | 宋代        | 戴埠镇牛场村   | 江苏省第七批             |
| 古遗址                     | 梅岭玉矿遗址               | 明代、清代  | 天目湖镇梅岭村 | 江苏省第八批             |
| 古遗址                     | 溧阳古县遗址               | 三国—南北朝 | 古县街道古县村 | 江苏省第九批             |
| 古墓葬                     | 史贻直墓                   | 清代        | 昆仑街道夏庄村 | 江苏省第六批             |
| 古墓葬                     | 合剌普华墓                 | 元代        | 昆仑街道毛场村 | 江苏省第五批             |
| 古建筑                     | 舍头桥                     | 清代        | 埭头镇埭头村   | 江苏省第七批             |
| 古建筑                     | 观莲桥                     | 清代        | 昆仑街道昆仑村 | 江苏省第七批             |
| 石窟寺及石刻               | 淳化阁帖石刻               | 明代        | 别桥镇别桥村   | 江苏省第一、二批（调整） |
| 近现代重要史迹及代表性建筑 | 新四军江南指挥部旧址       | 1939年      | 竹箦镇水西村   | 江苏省第三批、全国第七批 |
| 近现代重要史迹及代表性建筑 | 宋巷新四军一支队司令部旧址 | 民国        | 竹箦镇宋巷村   | 江苏省第八批             |

## 物产
溧阳地处茅山和太湖之间，丘陵和平原约各占一半土地面积，非金属矿储量丰富。有石灰石、方解石、膨润土、瓷土、耐火土、石英石、叶蜡石。
中药材有太子参、桔梗、玉竹、夏枯草、益母草等。

## 对外交流

### 会展业
溧阳市于1991年起举办中国溧阳茶叶节，原为一年一届，1995年起改为两年一届（其中2003年因非典事件停办一届），2009年停办一届后改为双数年举办，2016年后复改为一年一届，2022年因新冠事件停办一届后复改为单数年举办。2005年起举办天目湖旅游节，首届与第九届中国溧阳茶叶节同办，此后每年办一届，逢中国溧阳茶叶节举办则两节同办，2021年后随茶叶节一起改为单数年举办。历届“两节”多于4月28日开幕，为期一个月左右（2005年前一般为期2天），至24年已累计举办了二十届中国溧阳茶叶节、十八届天目湖旅游节，形成了良好的“两节”节会效应。
2008年10月25日溧阳市举办“天目湖中欧经济论坛”的热身会议“安博思论坛——中欧经济智慧对话”，同年11月15日举办“2008一村一品国际研讨会”（第五届）。2009年承办首届“天目湖中欧经济论坛”。

### 友好城市
自1990年溧阳撤县设市后，溧阳已与国内4个城市和日本、美国、荷兰、加拿大、德国、塞浦路斯、乌克兰、爱尔兰等8个国家的10个城市缔结友好城市关系，具体如下表：
| 友好城市                                         | 结好时间       | 结好地点                     |
| ------------------------------------------------ | -------------- | ---------------------------- |
| 中国镇安县（属陕西省）                           | 1991年6月15日  |                              |
| 中国涿州市（属河北省）                           | 1992年3月20日  |                              |
| 中国额尔古纳右旗（今额尔古纳市，属内蒙古自治区） | 1992年6月19日  |                              |
| 日本松任市（今白山市，属石川县）                 | 1996年10月23日 |                              |
| 中国九台市（今长春市九台区，属吉林省）           | 1999年8月24日  |                              |
| 美国联合市（属加利福利亚州）                     | 2010年8月24日  | 联合市市政厅                 |
| 荷蘭莱瓦顿市（属弗里斯兰省）                     | 2011年10月26日 | 莱瓦顿市荷兰莱瓦顿瓷器博物馆 |
| 美国福基郡（属弗吉尼亚州）                       | 2013年8月8日   | 福基郡会议中心               |
| 加拿大查塔姆-肯特市（属安大略省）                | 2014年10月29日 | 查塔姆-肯特市市政中心        |
| 德国富尔达地区（属黑森州）                       | 2016年4月28日  | 溧阳市涵田度假村             |
| 賽普勒斯帕福斯市（属帕福斯区）                   | 2018年4月10日  | 溧阳市                       |
| 美国哥伦比亚市（属马里兰州）                     | 2018年9月10日  | 哥伦比亚市奥克兰庄园         |
| 乌克兰特鲁斯卡韦茨（属利沃夫州）                 | 2020年4月18日  | 网络签约                     |
| 爱尔兰戈尔韦市（属戈尔韦郡）                     | 2023年6月27日  | 戈尔韦市议会                 |

## 备注
1. ↑  一说乾元元年（758年）
2. ↑  常住人口为2020年第七次全国人口普查数据。
3. ↑  土地面积为第三次全国土地调查结果数据。
4. ↑  六读作lù